# Cherry Season - La stagione del cuore
Cherry Season - La stagione del cuore (Kiraz Mevsimi) è un serial televisivo turco, trasmesso su Fox dal 4 luglio 2014 al 28 novembre 2015.
In Italia la serie è andata in onda su Canale 5 dal 6 giugno 2016 al 15 settembre 2017 in day-time.

## Trama

### Prima stagione
Öykü, una giovane ragazza il cui sogno più grande è fare la stilista, abita con la madre e il fratello, mentre il padre è scappato con l'amante quando lei era bambina. Fin da piccola è innamorata di Mete, il fratello della sua migliore amica Burcu, unica a conoscenza di questo sentimento, ma lui l'ha sempre vista come una sorella. Mete s'interessa a Şeyma, amica e vicina di casa di Öykü, gentile e buona esteriormente, ma che in realtà non esita ad approfittarsi degli altri e intrattenere relazioni con uomini più grandi solo per la loro ricchezza. Intanto, a causa di un equivoco, Öykü si ritrova a uscire con Ayaz, figlio del suo capo, la stilista Önem, e i due, nonostante gli attriti iniziali, finiscono per innamorarsi. Il serial segue anche la relazione tra Bürcu ed Emre, compagno d'università e amico di Öykü, e le storie di gelosie di Ilker e sua moglie Sibel. La storia d'amore tra Öykü e Ayaz sfocia nel matrimonio, ma la ragazza a scappa in Italia.

### Seconda stagione
Dopo le nozze con Ayaz, Öykü va a Roma a lavorare nel ristorante di Monika senza far sapere niente a nessuno; Ayaz, però, riesce a trovarla grazie a Mete. All'inizio la storia tra i due sposi sembra essere finita, ma un lungo bacio sul treno diretto verso il lago di Nemi riesce a far capire a Öykü che la storia con suo marito non è mai finita. Infine, i due diventeranno genitori di due gemelli: Özge e Serkan.

## Puntate
In Turchia la serie è andata in onda su Fox dal 4 luglio 2014 al 28 novembre 2015: la prima stagione è stata trasmessa dal 4 luglio 2014 al 27 giugno 2015, mentre la seconda stagione è stata trasmessa dal 3 ottobre al 28 novembre 2015.
In Italia la serie è andata in onda su Canale 5 dal 6 giugno 2016 al 15 settembre 2017 in day-time: la prima stagione è stata trasmessa dal 6 giugno al 10 settembre 2016, mentre la seconda stagione è stata trasmessa dal 5 giugno al 15 settembre 2017.
| Stagione         | Puntate | Puntate | Prima TV  | Prima TV  |
| Stagione         | Turchia | Italia  | Turchia   | Italia    |
| ---------------- | ------- | ------- | --------- | --------- |
| Prima stagione   | 51      | 92      | 2014-2015 | 2016-2017 |
| Seconda stagione | 8       | 69      | 2015      | 2017      |

## Personaggi e interpreti
- Öykü Acar, interpretata da Özge Gürel, doppiata da Gaia Bolognesi.
- Ayaz Dinçer, interpretato da Serkan Çayoğlu, doppiato da Emanuele Ruzza.
- Mete Uyar, interpretato da Dağhan Külegeç, doppiato da Roberto Gammino.
- Şeyma Çetin, interpretata da Nilperi Şahinkaya, doppiata da Perla Liberatori.
- Burcu Uyar, interpretata da Nihal Işıksaçan, doppiata da Rossella Acerbo.
- Emre Yiğit, interpretato da Aras Aydın, doppiato da Sacha De Toni.
- Önem Dinçer, interpretata da Neslihan Yeldan, doppiata da Paola Majano.
- Meral Acar, interpretata da Ayşegül Ünsal, doppiata da Roberta Greganti.
- Sibel Korkmaz, interpretata da Fatma Toptaş, doppiata da Eleonora De Angelis.
- İlker Korkmaz, interpretato da Serkan Börekyemez, doppiato da Massimiliano Virgilii.
- Bülent Uyar, interpretato da Hakan Çimenser, doppiato da Vittorio Guerrieri.
- Olcay, interpretato da Nezih Cihan Aksoy, doppiato da Raffaele Proietti.
- Mehmet Karaylı, interpretato da Atilla Saral, doppiato da Gianni Giuliano.
- Monika Sessa, interpretata da Jale Arıkan, doppiata da Alessandra Cassioli.
- Cem Acar, interpretato da Tamer Berke Sarıkaya.
- Naz Hoşgör, interpretata da Özge İnce.

## Distribuzione
La serie è distribuita e doppiata in Medio Oriente su MBC 4, in Pakistan su ARY Zindagi, in Indonesia su Trans TV e in Italia su Canale 5.
| Paese          | Rete televisiva       | Titolo locale                         | Prima TV locale |
| -------------- | --------------------- | ------------------------------------- | --------------- |
| Cipro Nord     | Fox                   | Kiraz Mevsimi                         | 4 luglio 2014   |
| Pakistan       | ARY Zindagi           | Aashiqui                              | 4 maggio 2015   |
| Polonia        | TV Puls               | Sezon na miłość                       | 1º giugno 2015  |
| Indonesia      | Trans TV              | Cinta di Musim Cherry                 | 3 agosto 2015   |
| Paesi arabi    | MBC 4                 | موسم الكرز                            | 20 marzo 2016   |
| Russia         | Ю ТВ                  | Вишневый сезон                        | 10 maggio 2016  |
| Italia         | Canale 5              | Cherry Season - La stagione del cuore | 6 giugno 2016   |
| Porto Rico     | Telemundo Puerto Rico | Amar es Primavera                     | 18 gennaio 2017 |
| Bulgaria       | Diema Family          | Cезонът на черешите                   | 1º aprile 2017  |
| Vietnam        | VTV 3                 | Mùa anh đào                           | 3 maggio 2017   |
| Messico        | Imagen Televisión     | Amar es Primavera                     |                 |
| America Latina | Pasiones TV           | La Estación Del Amor                  | 18 giugno 2018  |
| Perù           | Andina de Televisión  | Amar es primavera                     | 30 luglio 2018  |

## Colonna sonora
La sigla della prima stagione è cantata dalla cantante turca Aydilige in due versioni, una solo voce e pianoforte e l'altra con Volkan Akmehmet. La sigla della seconda stagione è cantata da Demet Akalın.

## Riconoscimenti
- Ege Üniversitesi 5. Medya Ödülleri
  - 2015: Premio come Miglior attrice rivoluzionaria a Özge Gürel[12]
- Future Fest Ödülleri
  - 2015: Premio come Miglior attrice rivoluzionaria a Özge Gürel[13]
- MGD 21. Altın Objektif Ödülleri
  - 2015: Premio come Miglior attrice comica dell'anno a Özge Gürel[14]
- Pantene Golden Butterfly Awards
  - 2015: Candidatura come Miglior musica per una serie televisiva a Inanc Sanver, Volkan Akmehmet e Aydilge Sarp[15]
  - 2015: Candidatura come Miglior coppia televisiva a Özge Gürel e Serkan Çayoglu (Öykü e Ayaz)[15]
- Premios Telenovelas España 2020
  - 2020: Premio come Miglior serie televisiva per Cherry Season - La stagione del cuore (Kiraz Mevsimi)
- Yakın Doğu Üniversitesi 5. Video Müzik Ödülleri
  - 2015: Premio come Miglior attore rivoluzionario dell'anno a Serkan Çayoglu[16]
- Yeditepe Üniversitesi 3. Dilek Ödülleri
  - 2015: Premio come Miglior attrice dell'anno a Özge Gürel[17]
- Seoul International Drama Award
  - 2015: Candidatura come Miglior attrice a Özge Gürel
  - 2015: Candidatura come Miglior serie drammatica per Cherry Season - La stagione del cuore (Kiraz Mevsimi)
- Turkey Youth Awards
  - 2016: Candidatura come Miglior serie televisiva per Cherry Season - La stagione del cuore (Kiraz Mevsimi)
  - 2016: Candidatura come Miglior attrice televisiva a Özge Gürel
  - 2016: Candidatura come Miglior attore televisivo a Serkan Çayoglu
- 1. YBU Medya Ödülleri
  - 2016: Premio come Miglior attore in una serie televisiva a Serkan Çayoglu[18]
  - 2016: Candidatura come Miglior attrice in una serie televisiva a Özge Gürel
- 6. KTÜ Medya Ödülleri
  - 2015: Premio come Miglior attore rivoluzionario dell'anno a Serkan Çayoglu[19]